# Општина Менгеш
Општина Менгеш (словен. Horjul) је једна од општина Средњесловенска регија у држави Словенији. Седиште општине је истоимени град Менгеш.

## Природне одлике
Рељеф: Општина Менгеш налази се у средишњем делу државе, североисточно од Љубљане. Општина се протеже источним делом Средњословеначке котлине. На западу општине уздиже се мања планина Дебели Врх.
Клима: У општини влада умерено континентална клима.
Воде: У општини тече речица Пшата. Сви остали мањи водотоци су њене притоке.

## Становништво
Општина Менгеш је веома густо насељена.

## Насеља општине
- Добено
- Лока при Менгшу
- Менгеш
- Тополе